# Ribeira de Bensafrim
A Ribeira de Bensafrim, originalmente denominada de Rio Molião, é um curso de água na região do Algarve, em Portugal, que desagua no Oceano Atlântico, na cidade de Lagos.

## Descrição
A Ribeira de Bensafrim tem a sua nascente na Serra de Espinhaço de Cão, e desagua no Oceano Atlântico, passando pela antiga freguesia de Bensafrim.

## História

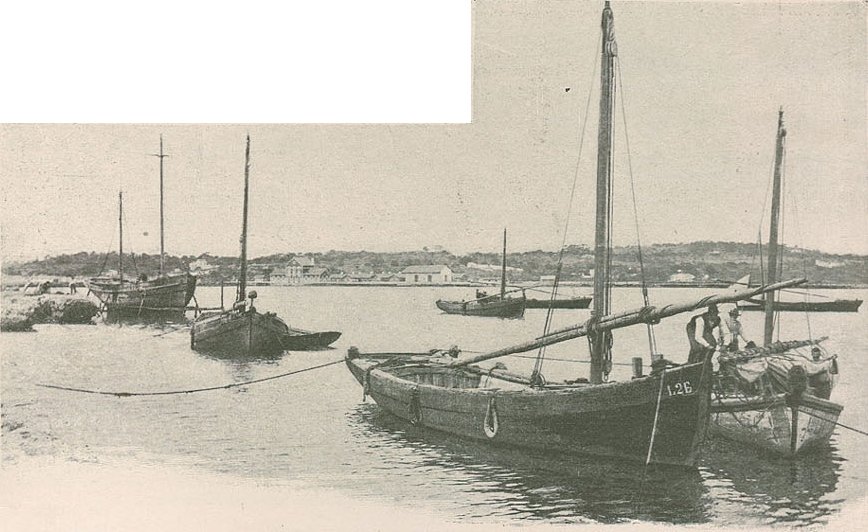
Fotografia da Ribeira de Bensafrim na Década de 1910. Nesta altura, a ribeira ainda possuía um amplo estuário, que foi depois sendo reduzido devido a várias obras de expansão da cidade, em ambas as margens, como a Marina de Lagos.

A Ribeira de Bensafrim está intimamente ligada à história da cidade de Lagos, que teve a sua origem numa povoação fortificada no Monte Molião, uma colina na margem esquerda da ribeira. Nessa altura, a Ribeira de Bensafrim seria de dimensões muito superiores, formando um amplo estuário, que facilitava a exploração dos recursos marítimos e fluviais, incluindo uma rica criação de bivalves, para complementar a alimentação dos habitantes.
O núcleo urbano foi sendo progressivamente passado para a outra margem da ribeira, na localização da moderna cidade de Lagos, levando ao abandono da comunidade no Monte Molião.
Um dos principais monumentos sobre a ribeira de Bensafrim é a Ponte Dona Maria, de possível construção romana.